# Shine On You Crazy Diamond
«Shine On You Crazy Diamond» és una cançó amb nou parts del grup britànic de rock progressiu Pink Floyd, té lletra de Roger Waters i la música és d'ell mateix, juntament amb Richard Wright i David Gilmour. Es va tocar el 1974 per primera vegada en concert com «Shine on» i l'any següent es va enregistrar i va aparèixer a l'àlbum Wish You Were Here. Es tracta d'un dels temes més emblemàtics del grup anglès.

## Lletra
La cançó és un homenatge al primer líder del grup, Syd Barrett; el nom apareix en acròstic en les primeres lletres de cada paraula Shine on You crazy Diamond. Paraules com «Remember when you were young?/You shone like the sun» mostren la forta apreciació del grup per Barrett i les contribucions que hi va fer. El mot diamant en aquest context correspon als diamants de la cançó de The Beatles «Lucy in the Sky with Diamonds», possiblement una referència a l'addicció de Barrett al LSD.

## Enregistrament
Estava previst que la cançó estigués a la cara A del disc de vinil, com la peça Atom Heart Mother i Echoes, però la cançó era massa llarga per figurar en una sola cara d'un disc de 33 revolucions. És així com es va dividir en dues parts, que obren i tanquen el disc. Si estiguessin les dues parts juntes seria la cançó més llarga que el grup hagués enregistrat.
Dos successos poc habituals van tenir lloc durant l'enregistrament de l'àlbum, tots dos lligats a Shine On You Crazy Diamond. En un primer moment ja s'havia enregistrat correctament, però a Abbey Road Studios s'hi va instal·lar una nova consola de mescles i feia que es pogués reduir l'eco excessiu dels altres instruments sobre la bateria; d'aquí que es volgués tornar a enregistrar la cançó.
L'altre esdeveniment va tenir lloc durant la mescla de la cançó, quan va arribar Syd Barrett en no gaire bones condicions als estudis. Els membres del grup no el van reconèixer a causa del seu canvi radical d'aspecte, però quan Waters els va reconèixer es va posar a plorar.

## Parts 1 - 5
- Part I (Richard Wright, Roger Waters, David Gilmour; del principi a 3:56): aquesta part comença amb una nota de sintetitzador Minimoog seguit per quatre notes de guitarra de Gilmour a sobre d'una Fender Stratocaster. Cap als tres minuts de la cançó es pot escoltar uns gossos bordant, però són molt fluixos. És una referència possible a la inclusió de You Gotta Be Crazy (la primera versió de Dogs). La peça acabava amb els teclats.

- Part II (Gilmour, Waters, Wright; de 3:56 a 6:28): comença amb un riff es repeteix durant tota la part, que inclou un solo de Gilmour. Normalment aquesta part s'anomena Syd's Theme.[8]

- Part III (Waters, Gilmour, Wright; de 6:29 à 8:43): comença amb el sintetitzador Minimoog de Rick Wright. Aquesta part té un tercer solo de guitarra de Gilmour, amb un to de blues.

- Part IV (Gilmour, Wright, Waters; de 8:44 a 11:10): Roger Waters canta l'estrofa mentre que Gilmour, Wright, Carlena Williams i Venetta Fields canten al darrere.

- Part V (Waters, de 11:11 à 13:34) dues guitarres repeteixen un riff durant 1 minut. Dick Parry toca un saxòfon baríton i que s'acaba amb un saxòfon tenor. Tot seguit, el tempo perd volocitat i acaba finalment sense guitarra, ni bateria ni amb el saxòfon, acompanya d'un sintetitzador ARP ni l'arpeig de guitarra. Un soroll de màquina se sent i enllaça amb la peça Welcome to the Machine.

## Parts 6 - 9
- Part VI (Wright, Waters, Gilmour; du début à 4:41): comença amb el soroll del vent que prové de la peça Wish You Were Here (cançó). Quan el vent acaba arriba el sol del baix. Waters hi ajunta un altre baix amb el mateix riff. Tot seguit Wright toca un ARP i després d'un temps, més parts de guitarra rítmica i la bateria, un minimoog toca tot sol. Després de dos minuts, Wright i Gilmour toquen notes a l'uníson abans que Gilmour faci un solo de guitarra. És l'última vegada que es va fer servir una guitarra lap steel en una cançó de Pink Floyd amb Roger Waters.

- Part VII (Waters, Gilmour, Wright; de 4:41 à 6:05): conté seccions vocals idèntiques a la part IV. .

- Part VIII (Gilmour, Wright, Waters; de 6:05 à 9:05): Roger Waters toca una segona guitarra elèctrica.

- Part IX (Wright, de 9:05 à 12:31): és amb un ritme 4/4. David Gilmour va dir en una entrevista que aquesta part era una marxa fúnebre en honor de Syd Barrett. La bateria és tocada durant la meitat de la part i el teclat toca fins al final, on es pot sentir una part de See Emily Play, una de les composicions de Barrett per a Pink Floyd.

## Participants
- Roger Waters - baix, veus, guitarra elèctrica addicional a la Part 8
- David Gilmour - guitarra, veu, baix addicional a la Part 6, sintetitzador
- Rick Wright - orgue, sintetitzadors, clave a la Part 8, piano a la Part 9, veus
- Nick Mason - bateria, percussió
- Dick Parry - saxòfon baríton et saxòfon tenor
- Carlena Williams - veu
- Venetta Fields - veu

## Versions
Existeixen dues versions diferents editades en compilacions:

### A Collection of Great Dance Songs
La versió que es va presentar a A Collection of Great Dance Songs es va tallar, les parts III, V, VI, VIII i IX van ser tretes.

### Echoes: The Best of Pink Floyd
La versió del recopilatori Echoes: The Best of Pink Floyd també va ser tallada: el solo de guitarra de la part 3 és eliminada, la part 6 és escurçada i les parts 8 i 9 tampoc s'hi van incloure.